# Montesa Cota 300RR
La Montesa Cota 300RR, escrit també Cota 300 RR (de «Race Ready», "a punt per a competir" en anglès), és un model de motocicleta de trial de la gamma Cota de Montesa que es presentà el juny de 2015 i es posà a la venda el novembre del mateix any. Creada a partir de la Cota 4RT 260 del 2013, disposa també d'un motor de quatre temps monocilíndric refrigerat per aigua desenvolupat per Honda Racing Corporation (HRC), per bé que en aquest model el cubicatge ha pujat dels 260 anteriors als 288 cc. Tant l'una com l'altra es fabriquen a les instal·lacions de Montesa Honda a Santa Perpètua de Mogoda (Vallès Occidental), amb elevats estàndards de qualitat.
Encarada a la competició del màxim nivell, els primers prototipus de la Cota 300RR foren provats pel suec Eddie Karlsson i el català Oriol Noguera al mundial de trial. Es tractava d'una evolució de la Cota 4RT, més potent i lleugera per tal d'estar a l'altura de les motos amb motor de dos temps de la competència (Gas Gas, Beta, Sherco i altres). El resultat final ha estat, doncs, una moto molt semblant als prototipus oficials que piloten actualment Toni Bou, Takahisa Fujinami i Jaime Busto.

## Característiques
De cara al desenvolupament de la Cota 300RR, es treballà en dos aspectes fonamentals: augmentar la potència de la 4RT i alleugerir tot el conjunt. Amb aquesta finalitat, el grup termodinàmic compta amb un nou motor que destaca per l'augment de cilindrada, a base d'incrementar el diàmetre i la carrera del pistó (ara mesuren 80 x 57,2 mm), cosa que sumada a la nova bomba de combustible de major cabal aconsegueix un destacable augment de parell motor i de potència, sobretot a mitjanes revolucions, però mantenint la suavitat de resposta en baixos. S'ha reduït també el fre motor.
Per tal de reduir el pes del conjunt, la Cota 300RR adopta una lleugera forquilla Tech amb barres d'alumini i nous cubs de roda alleugerits i mecanitzats en el mateix material. Amb tot això, s'aconsegueix un estalvi de pes d'1,5 kg respecte a la Cota 4RT. El nou monoamortidor posterior Showa contribueix a millorar la tracció.
En resum, l'increment de potència, la reducció del fre motor, la reducció de pes del conjunt i les noves suspensions fan que la moto sigui més ràpida, potent, lleugera i fàcil de pilotar que la Cota 4RT.

## Versions

### Llista de versions produïdes
| Versió          | Cilindrada | Anys        | Pintura dipòsit |
| --------------- | ---------- | ----------- | --------------- |
| Cota 300RR 2016 | 288 cc     | 2015 - 2016 | Vermell i negre |
| Cota 300RR 2017 | 288 cc     | 2017        | Vermell i negre |

### Versió 2016
Fitxa tècnica
| Cota 300RR         | Cota 300RR                                                               |
| ------------------ | ------------------------------------------------------------------------ |
| Anys               | 2015 - 2016                                                              |
| CC                 | 288                                                                      |
| Diàmetre x Carrera | 80 x 57,2 mm                                                             |
| Compressió         | 10,5:1                                                                   |
| CV                 | ?                                                                        |
| Alimentació        | Sistema d'injecció programada de benzina (PGM-FI) amb papallona de 28 mm |
| Canvi              | 5 velocitats                                                             |
| Suspensió davant   | Forquilla telescòpica Tech                                               |
| Suspensió darrera  | Monoamortidor R16V amb sistema Honda Pro-Link                            |
| Pneumàtic davant   | 2,75 x 21                                                                |
| Pneumàtic darrera  | 4,00 x 18                                                                |
| Frens davant       | Disc 185 mm                                                              |
| Frens darrera      | Disc 150 mm                                                              |
| Pes en sec         | 72 Kg                                                                    |
| Capacitat dipòsit  | 1,9 litres                                                               |
| Pintura dipòsit    | Vermell i negre                                                          |

### Versió 2017
Presentada el setembre del 2016, la versió del 2017 incorpora, entre d'altres, diversos canvis al grup termodinàmic per tal de millorar la resposta del motor a baixes i mitjanes revolucions.
Fitxa tècnica
| Cota 300RR         | Cota 300RR                                                               | Cota 300RR |
| ------------------ | ------------------------------------------------------------------------ | ---------- |
| Anys               | 2017                                                                     |            |
| CC                 | 288                                                                      |            |
| Diàmetre x Carrera | 80 x 57,2 mm                                                             |            |
| Compressió         | 10,5:1                                                                   |            |
| CV                 | ?                                                                        |            |
| Alimentació        | Sistema d'injecció programada de benzina (PGM-FI) amb papallona de 28 mm |            |
| Canvi              | 5 velocitats                                                             |            |
| Suspensió davant   | Forquilla telescòpica Tech                                               |            |
| Suspensió darrera  | Monoamortidor R16V amb sistema Honda Pro-Link                            |            |
| Pneumàtic davant   | 2,75 x 21                                                                |            |
| Pneumàtic darrera  | 4,00 x 18                                                                |            |
| Frens davant       | Disc 185 mm                                                              |            |
| Frens darrera      | Disc 150 mm                                                              |            |
| Pes en sec         | 72 Kg                                                                    |            |
| Capacitat dipòsit  | 1,9 litres                                                               |            |
| Pintura dipòsit    | Vermell i negre                                                          |            |